# Danila Trebbi
Danila Trebbi (Sasso Marconi, 10 gennaio 1955) è un'attrice italiana.

## Biografia
Ha avuto ruoli di caratterista a partire dalla fine degli anni '70 (La sorella di Ursula, 1978) per tutto il decennio successivo. Si ricordano l'interpretazione della falsa cameriera di colore di nome Danila nel film Arrivano i gatti, della moglie del marito geloso in Vieni avanti cretino (1982) e di Sonia nel film erotico Il fascino sottile del peccato. Negli anni '90 ha lavorato in alcune serie televisive. È stata sposata con l'attore Nino Castelnuovo, con il quale ha avuto un figlio.

## Filmografia
- La sorella di Ursula, regia di Enzo Milioni (1978)
- Tutto suo padre, regia di Maurizio Lucidi (1978)
- Dove vai se il vizietto non ce l'hai?, regia di Marino Girolami (1979)
- L'anno dei gatti, regia di Amasi Damiani (1979)
- Arrivano i gatti, regia di Carlo Vanzina (1980)
- Non ti conosco più amore, regia di Sergio Corbucci (1980)
- Erotic Family, regia di Mario Siciliano (1980)
- Vieni avanti cretino, regia di Luciano Salce (1982)
- Vado a vivere da solo, regia di Marco Risi (1982)
- Il diavolo e l'acquasanta, regia di Bruno Corbucci (1982)
- Il fascino sottile del peccato, regia di Ninì Grassia (1987)
- I ragazzi della 3ª C – serie TV, episodio 1x04 (1987)
- Aquile – serie TV (1989)
- Una sconfinata giovinezza, regia di Pupi Avati (2010)